# Parallelia curvisecta
Parallelia curvisecta là một loài bướm đêm trong họ Erebidae.